# Rafael Carvalho
Rafael Carvalho de Souza (ur. 27 lipca 1986 w Rio de Janeiro) – brazylijski zawodnik mieszanych sztuk walki (MMA). W latach 2015–2018 mistrz organizacji Bellator MMA w wadze średniej.

## Osiągnięcia

### Mieszane sztuki walki
- 2013: mistrz Smash Fight w wadze średniej
- 2015–2018: mistrz Bellator MMA w wadze średniej

- 2015: nokaut października według portalu MMA Junkie[3]

## Lista walk w MMA
| Wynik     | Bilans | Przeciwnik (bilans przed walką)    | Rozstrzygnięcie                          | Runda | Czas | Rozgrywki                                       | Data       | Miejsce              | Uwagi                                                                  |
| --------- | ------ | ---------------------------------- | ---------------------------------------- | ----- | ---- | ----------------------------------------------- | ---------- | -------------------- | ---------------------------------------------------------------------- |
| Przegrana | 16-8   | Mariusz Książkiewicz (10-2)        | TKO (kopnięcie i ciosy pięściami)        | 4     | 0:47 | Iowa Fight Series 2                             | 13.04.2024 | Marshalltown         | Walka o pas mistrzowski Ignite Fights w wadze półciężkiej. Main Event. |
| Przegrana | 16-7   | Dowledżchan Jagszimuradow (18-7-1) | TKO (łokcie i ciosy pięściami)           | 2     | 4:04 | Bellator 277                                    | 15.04.2022 | San Jose             |                                                                        |
| Przegrana | 16-6   | Lorenz Larkin (22-7)               | Decyzja (niejednogłośna)                 | 3     | 5:00 | Bellator 258                                    | 07.05.2021 | Uncasville           | Walka w wadze średniej.                                                |
| Przegrana | 16-5   | Alex Polizzi (6-0)                 | Decyja (jednogłośna)                     | 3     | 5:00 | Bellator 245                                    | 11.09.2020 | Uncasville           |                                                                        |
| Przegrana | 16-4   | Wadim Niemkow (11-2)               | Poddanie (duszenie zza pleców)           | 2     | 3:56 | Bellator 230                                    | 12.10.2019 | Mediolan             | Debiut w wadze półciężkiej.                                            |
| Wygrana   | 16-3   | Chidi Njokuani (18-6)              | Decyzja (jednogłośna)                    | 3     | 5:00 | Bellator 224                                    | 12.07.2019 | Thackerville         | Limit umowny do 86,2 kg.                                               |
| Przegrana | 15-3   | Lyoto Machida (24-8)               | Decyzja (niejednogłośna)                 | 5     | 5:00 | Bellator 213                                    | 15.12.2018 | Honolulu             | Limit umowny do 84,6 kg. Co-Main Event                                 |
| Przegrana | 15-2   | Gegard Mousasi (43-6-2)            | TKO (ciosy pięściami)                    | 1     | 3:35 | Bellator 200                                    | 25.05.2018 | Londyn               | Stracił pas mistrzowski Bellator MMA w wadze średniej.                 |
| Wygrana   | 15-1   | Alessio Sakara (18-11)             | KO (ciosy łokciami i pięściami)          | 1     | 0:44 | Bellator 190                                    | 09.12.2017 | Florencja            | Obronił pas mistrzowski Bellator MMA w wadze średniej.                 |
| Wygrana   | 14-1   | Melvin Manhoef (30-13-1)           | KO (wysokie kopnięcie na głowę)          | 4     | 3:15 | Bellator 176                                    | 08.04.2017 | Turyn                | Obronił pas mistrzowski Bellator MMA w wadze średniej.                 |
| Wygrana   | 13-1   | Melvin Manhoef (30-12-1)           | Decyzja (niejednogłośna)                 | 5     | 5:00 | Bellator 155                                    | 20.05.2016 | Boise                | Obronił pas mistrzowski Bellator MMA w wadze średniej.                 |
| Wygrana   | 12-1   | Brandon Halsey (9-0)               | TKO (kopnięcie w wątrobę)                | 2     | 1:42 | Bellator 136                                    | 23.10.2015 | Uncasville           | Zdobył pas mistrzowski Bellator MMA w wadze średniej.                  |
| Wygrana   | 11-1   | Joe Schilling (2-3)                | Decyzja (niejednogłośna)                 | 3     | 5:00 | Bellator 136                                    | 10.04.2015 | Irvine               |                                                                        |
| Wygrana   | 10-1   | Brian Rogers (11-6)                | TKO (ciosy pięściami)                    | 1     | 3:06 | Bellator 125                                    | 19.09.2014 | Fresno               |                                                                        |
| Wygrana   | 9-1    | Mauri Roque (5-0)                  | TKO (kolano na korpus i ciosy pięściami) | 1     | 2:47 | Talent MMA Circuit 9: São José dos Pinhais 2014 | 10.05.2014 | São José dos Pinhais |                                                                        |
| Wygrana   | 8-1    | Sergio Souza (10-4)                | TKO (kolano na korpus i ciosy pięściami) | 3     | 2:15 | Iron Fight Combat 4                             | 07.09.2013 | São José dos Pinhais |                                                                        |
| Wygrana   | 7-1    | Gustavo Machado (23-9-1)           | Decyzja (jednogłośna)                    | 3     | 5:00 | Smash Fight 2                                   | 13.07.2013 | Kurytyba             | Zdobył pas mistrzowski Smash Fight w wadze średniej.                   |
| Wygrana   | 6-1    | Fernando Scherek (0-0)             | TKO (ciosy pięściami)                    | 1     | 0:39 | Adventure Fighters Tournament 4                 | 09.03.2013 | Kurytyba             |                                                                        |
| Wygrana   | 5-1    | Kaue Dudus (8-6)                   | TKO (ciosy pięściami)                    | 2     | 3:48 | Samurai FC 9: Water vs. Fire                    | 15.12.2012 | Kurytyba             |                                                                        |
| Wygrana   | 4-1    | Eduardo Gimenez (1-1)              | TKO (ciosy pięściami)                    | 1     | 0:55 | Empire Promotions: Empire FC                    | 20.10.2012 | Kurytyba             |                                                                        |
| Wygrana   | 3-1    | Luiz Cado Simon (4-0)              | TKO (ciosy pięściami)                    | 3     | ?    | Forca Jovem Parana: Nocaute ao Crack 2          | 25.08.2012 | Kurytyba             |                                                                        |
| Wygrana   | 2-1    | Glauber Valadares (0-0)            | TKO (ciosy pięściami)                    | 1     | 2:52 | Predador FC 21                                  | 11.08.2012 | Campo Grande         |                                                                        |
| Wygrana   | 1-1    | Flavio Rodrigo Magon (0-0)         | TKO (ciosy pięściami)                    | 2     | 2:42 | Adrenaline Fight 4                              | 10.03.2012 | Apucarana            |                                                                        |
| Przegrana | 0-1    | Julio Cesar Araujo Fernandes (3-0) | Poddanie                                 | 1     | ?    | Samurai FC 6                                    | 17.12.2011 | Kurytyba             |                                                                        |